# 스마트 모빌리티 솔루션
스마트 모빌리티 솔루션(영어: Smart Mobility Solutions)이란 미래 운송 수단의 비전을 뜻한다.

## 현황

### 현대자동차
2019년 12월 4일, 현대자동차는 2020 CES에서 스마트 모빌리티 솔루션을 제시했다. 도시 항공 모빌리티, 목적 기반 모빌리티, 모빌리티 환승 거점 등을 공개했다.

### Audi
스마트 모빌리티 솔루션의 예로 지속 가능하고 우수한 이동성 서비스를 제공하기 위해 자율주행, 디지털 통합 프로세스 등 다양한 솔루션을 제시하였다.

## 같이 보기
- 현대자동차
- 자동차
- 아우디
- 자율주행